# 奧林匹亞廳 (奧地利)
奧林匹亞廳（德語：Olympiahalle）是位於奧地利因斯布魯克的室內運動場地，建於1963年。此場館隸屬於因斯布魯克奧林匹亞世界，也是其主要場館。曾主辦過1964年及1976年冬季奧運會的花式滑冰及冰球項目。主場館內可容納約7800名觀眾，而第二場館Tiroler Wasserkraft Arena則可容納約3200人次。
2005年時，為了國際冰球總會主辦之世界冰球錦標賽，主場館重新裝潢並新闢了第二場館──Tiroler Wasserkraft Arena。第二場館同時是培訓因斯布魯克冰球代表隊（HC TWK Innsbruck）的主要地點。
自1964年以來，曾有多次大型的演出在此舉辦，包括：滾石樂隊、蒂娜·特纳、雪兒、險峻海峽、喬‧庫克、妮娜、法爾可、就是紅合唱團、史汀、粉紅佳人、瑪麗蓮·曼森、鐵娘子樂團、藍尼·克羅維茲等等。